# Mount Ward (Framnes Mountains)
Mount Ward ist ein 976 m hoher Berg im ostantarktischen Mac-Robertson-Land. Er ragt 2 km südöstlich des Fearn Hill im südlichen Teil der North Masson Range der Framnes Mountains auf.
Teilnehmer der British Australian and New Zealand Antarctic Research Expedition (1929–1931) unter der Leitung des australischen Polarforschers Douglas Mawson entdeckten ihn 1930. Eine vom australischen Polarforscher John Béchervaise (1910–1998) geführte Mannschaft der Australian National Antarctic Research Expeditions bestieg ihn im Januar 1956 erstmals. Das Antarctic Names Committee of Australia benannte ihn im September 1956 nach John Livingstone Ward, Funker auf der Mawson-Station im Jahr 1955.